# Cellule d'aide psychologique
L'expression cellule d'aide psychologique (ou en raccourci  cellule psychologique), est couramment utilisée par les médias pour qualifier des dispositifs très variés visant à un soutien psychologique ou moral et mis en place en réponse à un problème particulier.
Ce terme peut correspondre à des dispositifs très différents, constitués soit
- de professionnels de santé mentale (psychiatres, psychologues, infirmiers) ;
- de travailleurs sociaux ;
- de volontaires (secouristes, bénévoles) aux formations très diverses ;
- de pairs.

Il est d'usage désormais de mettre en place de tels dispositifs lorsqu'une situation de crise est considérée comme pouvant affecter la santé psychique des personnes. C'est le cas lors des situations de traumatisme psychique (attentats, accidents aériens, violences de masse, catastrophes, accidents…) mais aussi dans des situations comme les plans de licenciement, les situations de souffrance au travail, les événements à fort impact psychologique en milieu scolaire, etc. 
En France, à la suite des attentats des années 1990, il existe un dispositif particulier et professionnalisé intervenant lors des catastrophes collectives ou des événements à fort impact traumatique : les cellules d'urgence médico-psychologique (CUMP) qui interviennent dans le cadre des SAMU.